# Ferranti
A Ferranti ou Ferranti International plc (ao tempo de sua falência em 1993) foi uma empresa britânica do ramo de engenharia elétrica e de projeto de CIs, fornecedora de sistemas de defesa para as forças armadas do Reino Unido.
A Ferranti tornou-se também famosa na indústria de computadores por ter construído o segundo computador comercial, o Ferranti Mark I, o qual começou a ser vendido em 1949 e cujo serviço ativo durou até os anos 1970. A empresa teve grande influência nos departamentos de informática das universidades de Manchester e Cambridge, o que resultou no desenvolvimento dos computadores Mercury e Atlas (Manchester), e do Atlas 2 (ou Titan) em Cambridge.